# Ashley Kakiay
Ashley Kakiay is een Nederlandse karateka die actief is in de discipline kumite. Ze komt uit in de gewichtsklasse tot –61 kg en vertegenwoordigt Nederland op nationale en internationale toernooien van de World Karate Federation (WKF) en de European Karate Federation (EKF). 

## Jeugd en opleiding
Kakiay begon op jonge leeftijd met karate en trainde bij SportKarate Nederland in Haarlem. Sinds 2019 maakt zij deel uit van de Nederlandse selectie.  

## Internationale prestaties
Ashley Kakiay heeft in korte tijd naam gemaakt binnen de internationale karatesport. Ze behaalde meerdere ereplaatsen op toonaangevende WKF-toernooien en EKF-kampioenschappen:
- Brons – WKF Youth League Poreč (Kroatië), 2023 [6]
- Zilver – WKF Series A Matosinhos (Portugal), 2023 [7]
- Brons – EKF Europese Kampioenschappen Tbilisi (Georgië), 2024 [4][8]
- 5e plaats – EKF Senioren Zadar (Kroatië), 2024
- 5e plaats – WKF Premier League Parijs (Frankrijk), 2025 [9]

Ze vertegenwoordigde Nederland daarnaast op meerdere internationale podia binnen de WKF-competitie en is uitgegroeid tot een vaste naam binnen de seniorenselectie.

## Ranking en erkenning
Kakiay staat internationaal gerangschikt in de top van de –61 kg klasse binnen zowel de U21 als de senioren. Ze is zichtbaar op de officiële WKF-ranglijsten en wordt gezien als een van de meest veelbelovende vrouwelijke karateka’s van Nederland. Daarnaast is ze uitgeroepen tot Haarlems Sporttalent meisje 2024. 